# سرزمین گمشدگان
سرزمین گمشده (به انگلیسی: Land Of The Lost) نام یک فیلم کمدی علمی تخیلی به کارگردانی براد سیلبرلینگ می‌باشد. فیلم از روی مجموعه تلویزیونی با همین نام برگرفته شده‌است که در سال ۱۹۷۴ از آمریکا پخش می‌شد. جالب آنکه کارگردانان آن سریال برادران تروف (یعنی سید و مارکی تروف) تهیه‌کنندگان این فیلم هستند و کار عظیمشان را نیز از سال ۲۰۰۸ شروع کرده بودند.
البته سرزمین گمشده در ۵ ژوئن ۲۰۰۹ اکران شد. این فیلم به جای هری پاتر و شاهزاده دورگه (فیلم) اکران شد و باعث شد که این فیلم در ۱۵ ژوئیه اکران شود.

## داستان
دکتر ریک مارشال (فرل) در آخرین آزمایش علمی خودش، به سفری در فضا و زمان به سرزمینی ناشناحته در میان انبوهی از دایناسورها و موجودات خیالی سفر می‌کند (شعار فیلم در اینجاست: مکان درست، زمان غلط)، سفری پر از ماجراجویی و تعقیب و گریز. در این سفر عجیب دستیار تحقیقات خودخانم هالی کنترل (فریل) و دوست بی‌سوادش ویل استانتون (مک براید) نیز با او همراه هستند…

## بازیگران
- ویل فرل...... دکتر مارشال
- آنا فریل… هالی کنترل
- دنی مک‌براید… ویل استانتون
- جورما تاکون… چاکا
- مت لاور......(نقش خودش را بازی می‌کند)
- لئونارد ریمو… زان (صدا)